# San Agustín, San Diego de la Unión
San Agustín är en ort i Mexiko.   Den ligger i kommunen San Diego de la Unión och delstaten Guanajuato, i den centrala delen av landet, 280 km nordväst om huvudstaden Mexico City. San Agustín ligger 2 021 meter över havet och antalet invånare är 240.
Terrängen runt San Agustín är platt åt sydost, men åt nordväst är den kuperad. Runt San Agustín är det ganska glesbefolkat, med 38 invånare per kvadratkilometer. Närmaste större samhälle är San Diego de la Unión, 12,0 km norr om San Agustín. Omgivningarna runt San Agustín är i huvudsak ett öppet busklandskap.